# Єпурешть
Єпурешть, Єпурешті (рум. Iepurești) — село у повіті Джурджу в Румунії. Входить до складу комуни Єпурешть.
Село розташоване на відстані 26 км на південний захід від Бухареста, 40 км на північ від Джурджу.

## Населення
За даними перепису населення 2002 року у селі проживали 1138 осіб. Усі жителі села рідною мовою назвали румунську.
Національний склад населення села:
| Національність | Кількість осіб | Відсоток |
| -------------- | -------------- | -------- |
| румуни         | 1129           | 99,2%    |
| цигани         | 9              | 0,8%     |